# Jonathan Littell
Jonathan Littell (Nova York, Estats Units d'Amèrica 1967) és un escriptor estatunidenc que escriu en francès, la seva segona llengua, i viu a Barcelona. La seva família prové de l'emigració jueva de l'Europa de l'Est, fet que es plasma en la seva obra més coneguda, Les Bienveillantes ("Les Benignes"), guanyadora del Premi Goncourt de 2006 entre altres guardons i centre d'una polèmica pel punt de vista del narrador, un oficial del nazisme. Ha treballat durant anys en diverses ONG i és conegut per les seves manifestacions polítiques contra l'expansionisme. Fins al 2001 va ser membre actiu d'Acció contra la Fam a diferents llocs de Rússia, incloent-hi Txetxènia, on té lloc la seva darrera obra. També ha traduït obres del Marquès de Sade, Maurice Blanchot, Pascal Quignard i Jean Genet a la llengua anglesa
El 2019 va rebre el Premi Renaudot del llibre de butxaca per Una vieille histoire. Nouvelle version.

## Obra traduïda al català
- Les benignes (Quaderns Crema, 2007)
- Estudis (Quaderns Crema, 2008)
- El sec i l'humit (Quaderns Crema, 2009)
- Txetxènia, any III (Quaderns Crema, 2010)

## Obra

### Ficció
- 1989: Bad Voltage, Signet Books ISBN 0451160142 (La primera novel·la cyberpunk de Jonathan Littell, escrita en anglès. Exhaurida (a data 2006).
- 2006: Les Bienveillantes, París, Éditions Gallimard ISBN 207078097X
- 2007: Études (nouvelles), Montpeller, Fata Morgana
- 2009: Récit sur rien (Història de no res), Montpeller, Fata Morgana
- 2010: En pièces (A trossos), Montpeller, Fata Morgana ISBN 9782851947673
- 2012: Une vieille histoire (Una vella història), Montpeller, Fata Morgana ISBN 978-2851948311
- 2018: Une vieille histoire. Nouvelle version (Una vella història. Nova versió), París, Éditions Gallimard.[2]

### Històries, assaigs
- 2008: Le Sec et l'Humide, París, Gallimard, 2008 ISBN 9782070119455
- 2009: Tchétchénie, An III (Txetxènia, any III), París, documents Gallimard-Folio, 2009
- 2010: Triptyque : Trois études sur Francis Bacon (Tríptic: Tres estudis sobre Francis Bacon), París, L'Arbalète-Gallimard, 2010 ISBN 9782070130931
- 2012: Carnets de Homs, París, Gallimard, 2012.

### Altres publicacions

#### Articles
- The Security Organs of the Russian Federation - A Brief History 1991-2005 (Els òrgans de seguretat de la Federació Russa - Breu història 1991-2005) (informe), Editorial Psan.
- Cho Seung-hui, ou l'écriture du cauchemar (Cho Seung-hui, o l'escriptura del malson), Le Figaro littéraire, 5 febrer 2009.
- L'assassinat de la journaliste et activiste russe Natalia Estemirova, en Tchétchénie : un an déjà ! (L'assassinat de la periodista i activista russa Natalia Estemirova, a Txetxènia: ja fa un any!),[3] Le Monde,15 juliol 2010.
- Ja estem en guerra. Diari Ara, 16 abril 2022.

#### Conferències, debats
- Conferència-debat[4] amb Julia Kristeva i Rony Brauman a la Higher Normal School (format d'àudio i vídeo)
- Jonathan Littell i Daniel Cohn-Bendit[5] en directe des del Berliner Ensemble, el 28 febrer 2008.

## Filmografia
- 2016: Wrong Elements (selecció oficial, projeccions especials al Festival de Cannes 2016)